# Дивизија „Велика Немачка“

## Настанак
Оклопно гренадирска дивизија „Велика Немачка“ у литератури веома често позната само као „Велика Немачка“ или дивизија „ГросДојчланд“ била је елитна јединица Немачке копнене војске која се борила на Источноме фронту током Другога светскога рата.
Историја јединице „Велика Немачка“ почела је оснивањем војске Вајмарске Републике 1921. године.  
Нови Рајхсвер је формирао церемонијалну формацију и формацију „страже палате“ у Берлину, познату као Стражарски пук Берлин ~ нем. Wachregiment Berlin. 
Ова престижна јединица је чувала важне владине зграде и политичке вође. Након кратког распуштања током 1920-их гоидина, јединица је наставила до средине 1930-их, при чему је свака од њених седам чета долазила из једне од седам дивизија Рајхсвера у редовној смени. 
Позната је била и као „Телохранитељ Немачког народа“, Гроссдојчланд, како је преименована 1939. године, историјску инспирацију је тражила у елитним пуковима Краљевске Пруске Гарде. Јединица никада није била партијска или политичка формација. Ово је веома често доводило у заблуду неке историчаре аматере, делом због имена, а делом због тога што је један од вођа национал-социјалистичке партије и Рајхслајтер Беча Балдур фон Ширах служио у јединици током кампање 1940. a касније је остао присно везан за ову елитну формацију. Други злогласни припадник, генерал-мајор Ото Ремер, такође је служио у Гроссдојчланду, али је своје наводне злочине починио касније. 
Најмање две чете СС трупа су касније током рата биле пребачене у Гроссдојчланд, али су ти људи ипак потом примљени у регуларну војску. 
И док је већински немачка војска током рата била под све већим утицајем идеологије национал-социјализма, све указује да Гросдојчланд није била заражена више од других јединица. 
Пешадијски пук „Велика Немачка“ стављен је у активну службу 14. јуна 1939. године.Када је септембра 1939. избио рат, припадници Гроссдојчланда били су неки од најбољих немачких младих војника. 
Међутим, пук је имао мало борбене обуке, јер је најчешће био коришћен за парадне функције. Ротирање из других јединица је престало, а пук је постао редовна јединица војске Немачке копнене војске. Јединица је нарасла до величине ојачаног пука са придодатим по батаљоном из Друге пешадијске дивизије и школе за обуку пешадије у Дебрицу, након чега је послата у на интензивну обуку за теренску службу и брзо је послата на фронт у Пољску. До тренутка када је Гроссдојчланд стигла на поприште, пољски отпор је престао и јединица није видела никакву акцију.

## Француска1940.године
Током зиме 1939.-1940. године јединица је прошла обуку за борбена дејства као самостални моторизовани пук, а пуку је тада придружен и један нов батаљон - јединица јуришних инжењера. 
У априлу 1940. године придодата му је и чета јуришних топова. 
Почетком маја пук је пребачен у састав Оклопне Групе Клајст“ под командом генерал-мајора Евалда фон Клајста.
Када је 10. маја почео напад на Француску највећи део пука „Велика Немачка“ био је у саставу Немачка 10. оклопна дивизија XIX моторизованог корпуса под командом тада већ чувеног генерала Хајнца Гудеријана. Одмах је био укључен у борбе у Луксембургу током настојања да се заобиђу јужна белгијска утврђења. 
Истог дан су две чете 3. батаљон биле анагажоване у веома мало познатом првом у историји ваздушноме десанту ~ операцији „НиВи“. Циљ овога десанта је био отварање пута за брзо напредовање XIX моторизованог корпуса према граду Нојфшатоу у источној Белгији већ првог дана напада. Немачки оперативни план је сматрао да је овај град био од виталног значаја за што брже пребацивање тенковских снага правцем исток-запад кроз тешко проходну област Ардена. Под командом потпуковника Еугена Гарског око 400 људи је слетело са 98 Fi 156 Рода лаким авионима за извиђање и везу. У свакоме авиону била су два војника и пилот. Рода није имала никакво наоружање али је могла да слети и узлети са веома кратких и неравних места. 
Ове две чете 3. батаљон имале су задатак да заузму и задрже белгијске градиће Нивес и Витри - од чијих почетних имена је и изведен назив операције, између Нојфшатоа и пограничних градова Бастоњ и Мартеланж чиме би омели кретање савезничких појачања кроз Нојфшато и потпуно дестабилизовали белгијску одбрану границе у тој области нападом из позадине. 
Заузимање градића Витри под командом потпуковника Гарског било је потпуни успех али је група којом је заповедао капетан Валтер Кригер која је имала задатак да заузме Нивес остварила мањи успеха. До 13:00 часова оба градића су била заузета по цену 19 погинулих Немаца и непознатог броја белгијских војника, припадника тзв. „Арденских Ловаца”